# L'isola di Calipso
L'isola di Calipso è un melodramma serio in due atti composto da Pietro Carlo Guglielmi su libretto di Luigi Romanelli, andato in scena per la prima volta alla Scala il 23 gennaio 1813. Nel cast della prima figura la celebre esecutrice rossiniana Carolina Bassi nel ruolo di Telemaco.

## Trama
Calipso tiene con sé nella propria isola Ulisse, di questa innamoratosi, e i propri marinai. Il conflitto fra amore e dovere nasce nell'eroe greco allorché sbarca sull'isola il figlio Telemaco, guidato dal gravoso Mentore, in realtà Pallade sotto mentite spoglie. Alla fine nell'eroe trionferà il dovere, e Ulisse abbandonerà l'isola con i suoi, senza però essere riconosciuto dal figlio, che disperato si getterà in mare, con la maledizione di Calipso e delle ninfe.

## Struttura musicale
- Sinfonia

### Atto I
- N. 1 - Introduzione Le vie del mar sicure (Alcimo, Ulisse, Euchari, Coro, Calipso)
- N. 2 - Tempesta
- N. 3 - Cavatina L'orme sue, deh! tu m'addita (Telemaco)
- N. 4 - Duetto Erranti, e naufraghi (Mentore, Telemaco)
- N. 5 - Terzetto Non ha per lui la sposa (Mentore, Telemaco, Ulisse)
- N. 6 - Aria Anche all'Eroe talora (Alcimo)
- N. 7 - Duetto So, che a cangiar d'affetto (Ulisse, Calipso)
- N. 8 - Aria In quel gentil sembiante (Euchari)
- N. 9 - Aria E' questo, Ulisse, il trono (Calipso, Coro)
- N. 10 - Finale I Felice quel Nocchier (Coro, Telemaco, Ulisse, Calipso, Mentore, Alcimo, Euchari)

### Atto II
- N. 11 - Introduzione II Noi chiama il periglio (Alcimo, Coro, Euchari)
- N. 12 - Duetto Se mai d'un'alma ingrata (Calipso, Telemaco)
- N. 13 - Coro Quel rio, che alla collina
- N. 14 - Aria Lento sapor, ch'è dono (Ulisse, Pallade, Coro)
- N. 15 - Terzetto D'affanno l'anima (Calipso, Telemaco, Mentore)
- N. 16 - Coro Riedi a te stessa, o Diva
- N. 17 - Aria Figlio, e amante - che barbaro istante! (Telemaco, Coro)
- N. 18 - Finale II Qual nera ingratitudine! (Calipso, Euchari, Coro)